# متحف الأحياء المائية (بلنسية)
متحف الأحياء المائية في بلنسية (بالإسبانية: El Oceanográfico)‏ هو متحف أحياء مائية يقع على قاع نهر توريا الجاف إلى الجنوب الشرقي من وسط مدينة بلنسية بإسبانيا ، حيث توجد موائل بحرية مختلفة. تم تصميمه من قبل المهندس المعماري فيليكس كاندلا والمهندسين الإنشائيين ألبرتو دومينغو و كارلوس لازارو . تم دمجها داخل المجمع الثقافي المعروف باسم مدينة الفنون والعلوم Ciutat de les Arts i de les Ciències . تم افتتاحه في 14 فبراير 2003.

## معلومات عامة

### المرافق والحيوانات المستضافة
يعد المتحف البحري ببلنسية أكبر مجمع من نوعه في أوروبا، ويمتد على 110,000 متر مربع (1,200,000 قدم2) بسعة 42,000,000 لتر (11,000,000 غال-أمريكي) من الماء، بما في ذلك 26,000,000 لتر (6,900,000 غال-أمريكي) حوض الدلافين و 7,000,000 لتر (1,800,000 غال-أمريكي) حوض المحيط مع أسماك القرش ، شفنينيات وغيرها من الأسماك.

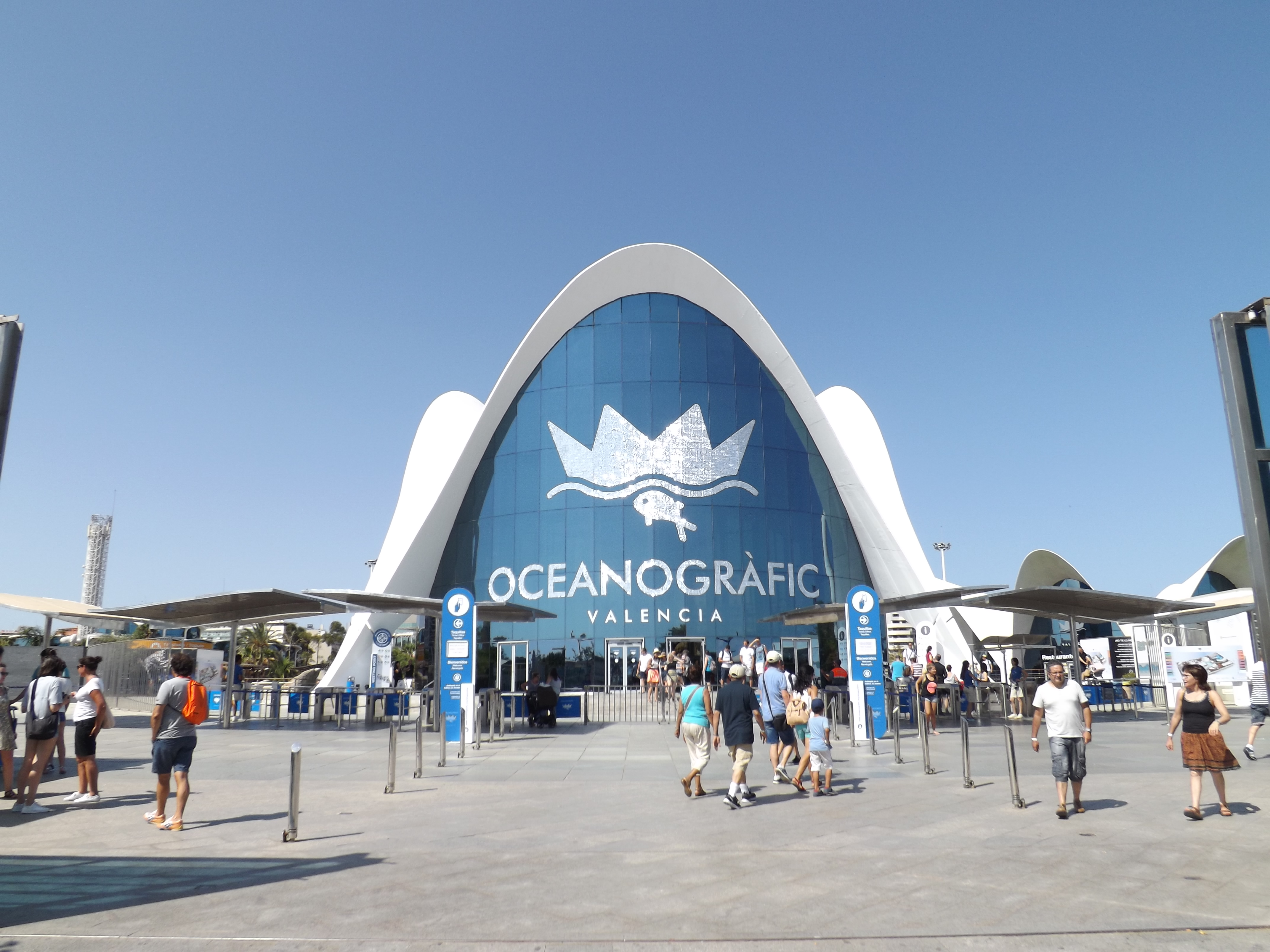
بوابة المتحف

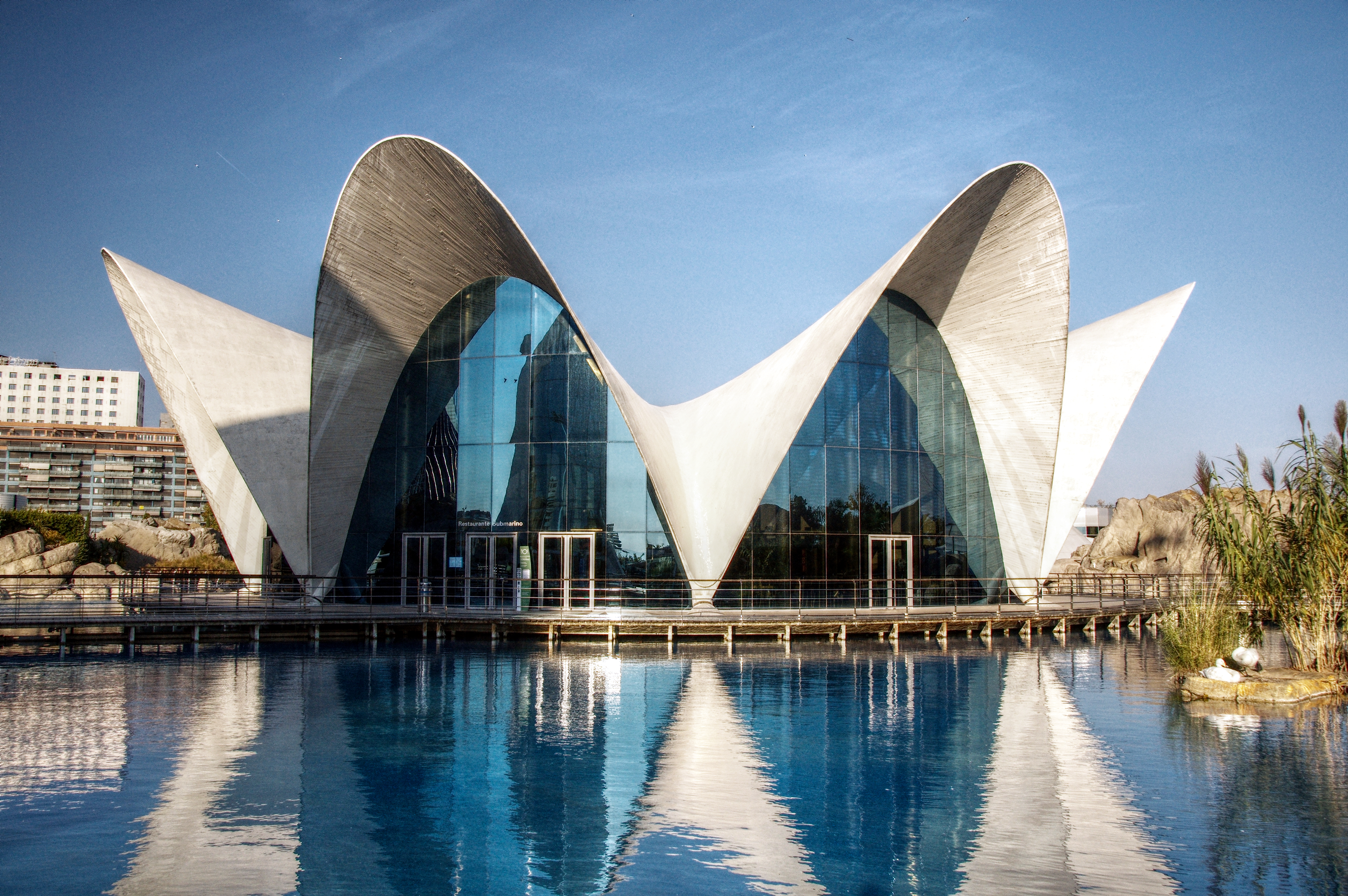
مطعم تحت الماء

تتنوع الحيوانات المعروضة، مع الثدييات البحرية (الدلافين قارورية الأنف، الحيتان البيضاء ، الفظ ، فقمات الميناء ، أسود البحر في كاليفورنيا وأسود البحر المأهولة) ، الطيور ( ذو المنقار الوردي، طيور الغاق ، البلشونان الصغير، أبو منجل الأحمر ، طيور البطريق جنتو وطيور البطريق. همبولت) ، الزواحف (السلاحف العملاقة من سيشيل والغاريال الكاذبة من إفريقيا) والعديد من أنواع الأسماك (أسماك القرش والشفنين وما إلى ذلك).
فهي موطن لـ 45000 حيوان من 500 نوع مختلف - تسكن تسعة أحواض تحت الماء ذات مستويين تمثل النظم البيئية الرئيسية للأرض . تستخدم أحواض السمك مياه البحر التي يتم ضخها من شاطئ لا مالفا روزا .
الحديقة مقسمة إلى عشر مناطق: المناطق البحرية مرتبة حسب موائل البحر الأبيض المتوسط ، والمحيطات القطبية الشمالية ، والجزر، والمناطق الاستوائية ، والبحار المعتدلة، والبحر الأحمر . وبها مستنقعات المانغروف وحديقة مع أكثر من 80 نوعا مختلفا من النباتات.

### أحواض الدلافين (الدولفينيوم)
في فبراير 2003 وبعد شهرين من افتتاح تم فتح أحواض الدلافين وهي أكبر منشأة أوروبية مخصصة للدلافين ذات الأنف الزجاجي، حيث تبلغ سعتها 26 مليون لتر من الماء. تقدم هذه العروض خمسة عروض في اليوم، أمام مدرجات بسعة 2000 شخص.
ويتكون من خمسة أحواض. يتم استخدام أكبرها أثناء العروض ويصل عمقها إلى 11 مترًا عند أعمق نقطة، لمساحة تعادل مساحة اثنين من حمامات السباحة الأولمبية . وثلاثة حمامات سباحة متوسطة الحجم ومسبح طبي صغير .

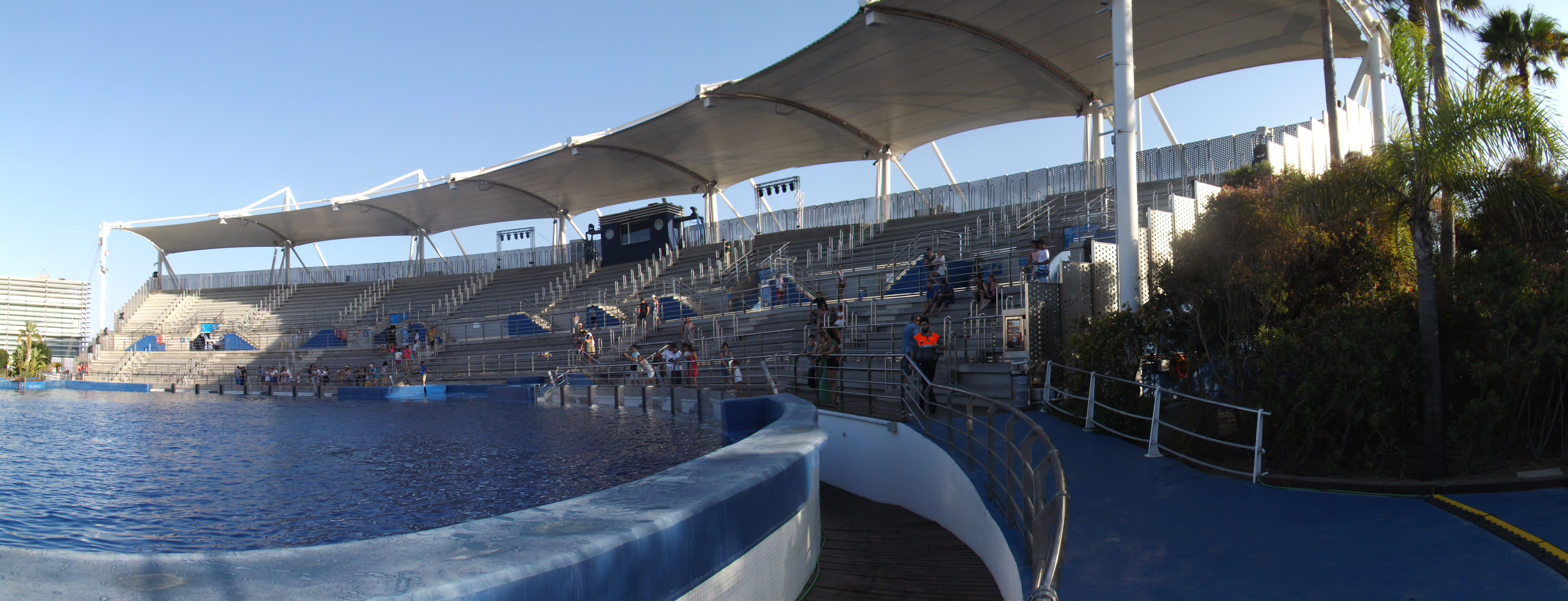
منظر المدرجات

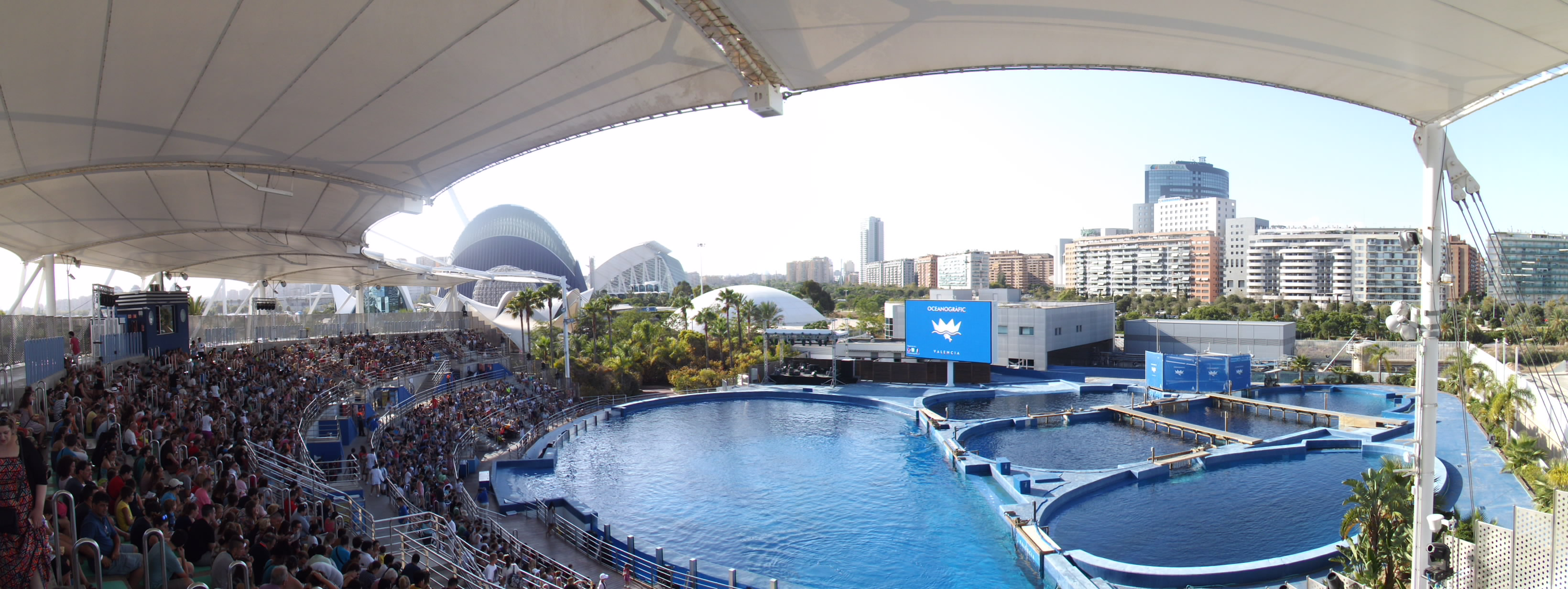
منظر لحمامات السباحة

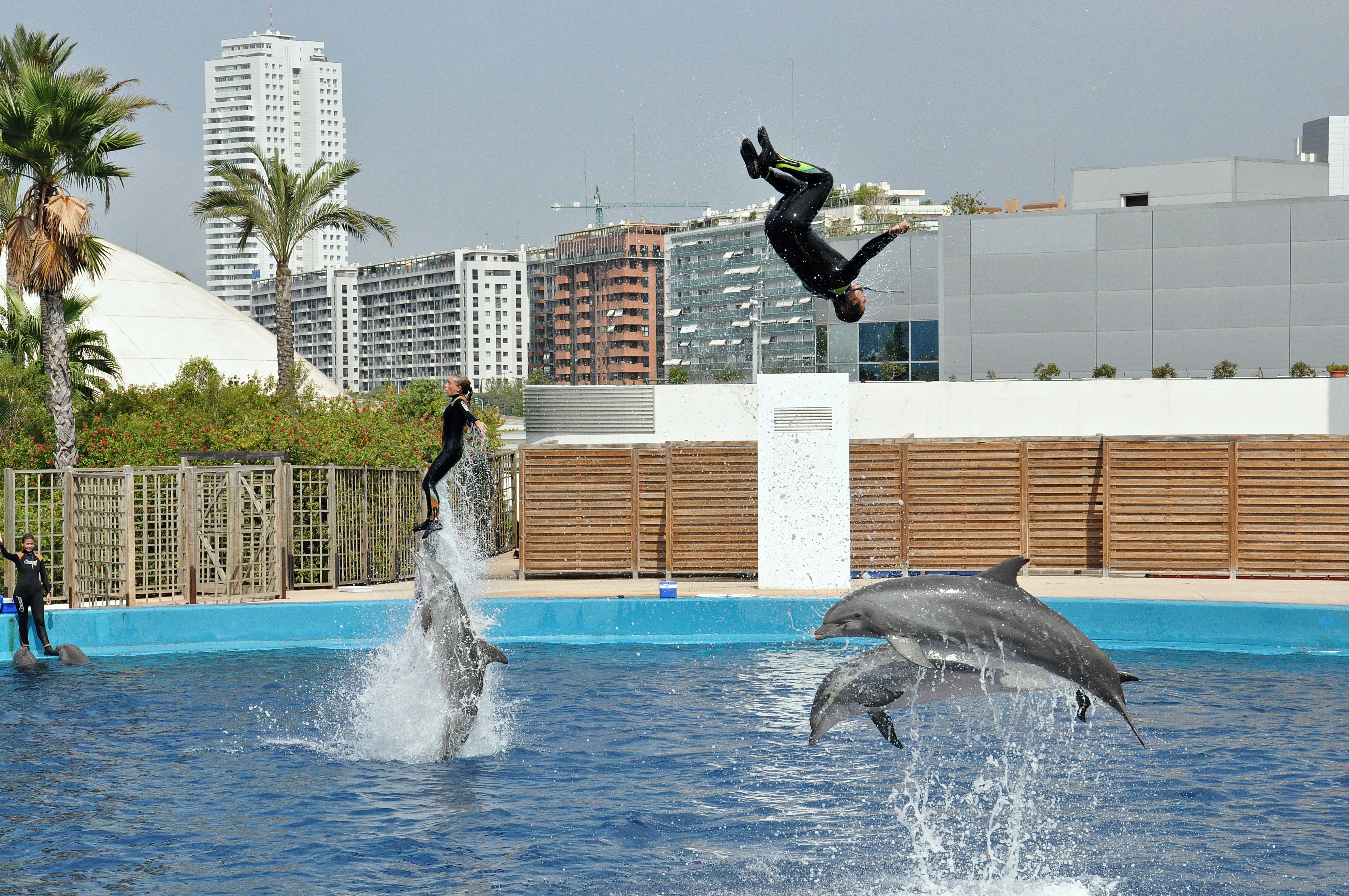
عرض دولفين

### مجمع القطب الشمالي
وفية يتم تقديم المنطقة الحيوية في القطب الشمالي في مبنى على شكل كوخ الإسكيمو. يدخل الزوار من خلال الطابق العلوي لمشاهدة أحواض الفظ وحوت البلوجا الأبيض وفقمات الميناء من الأعلى. يعد المتحف المائي أحد المعارض الأوروبية لعرض حيوانات الفظ مع متحف الأحياء المائية هاردفايك بهولندا، وهو الوحيد الذي يعرض حوت البيلوجا الأبيض.
يمكن للزوار بعد ذلك مشاهدة هذه الحيوانات تحت الماء أثناء النزول إلى المستوى الأدنى.

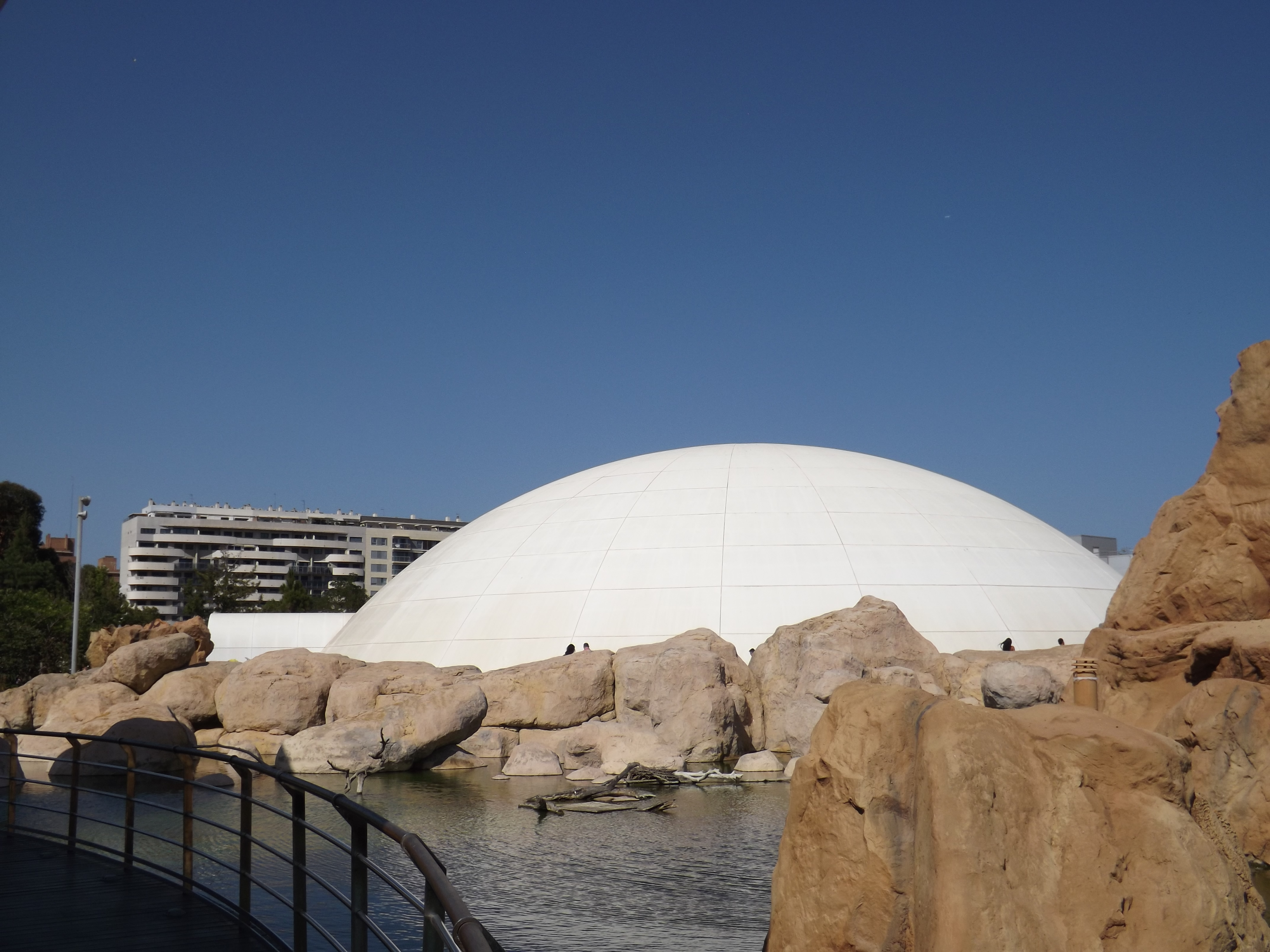
خارج مجمع القطب الشمالي والشكل الخارجي

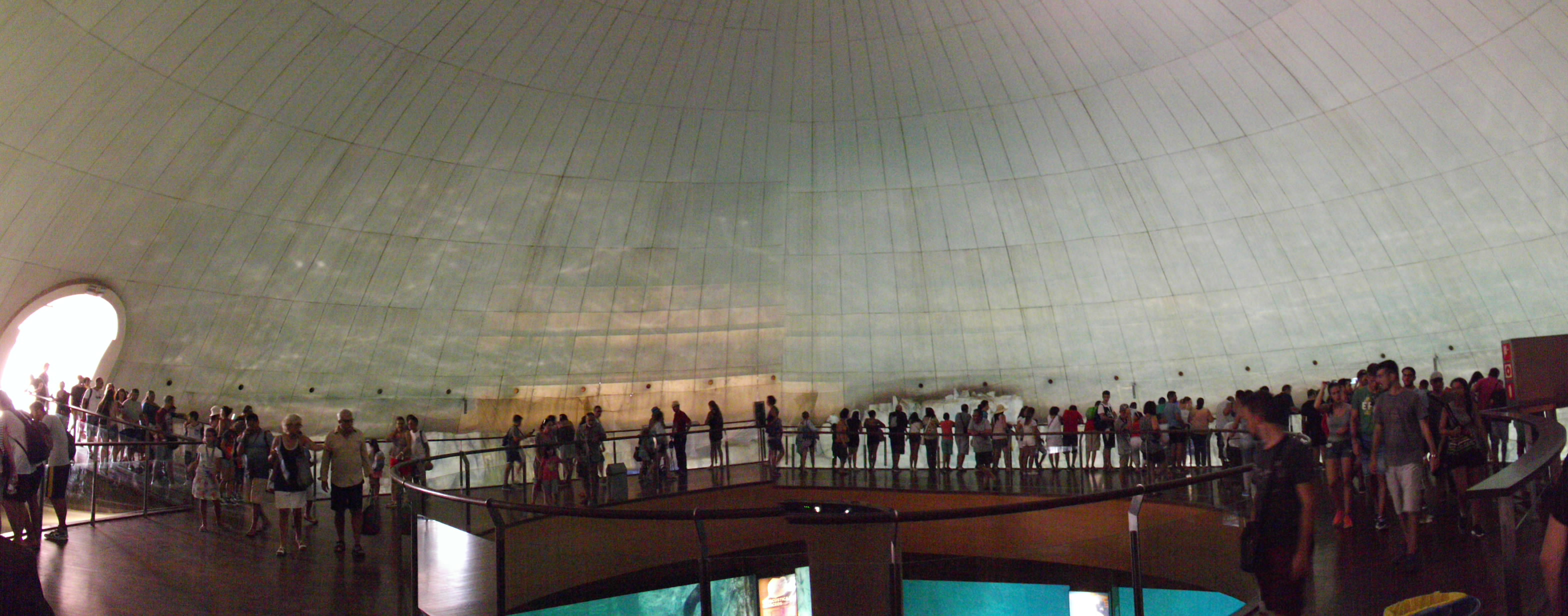
المستوى العلوي

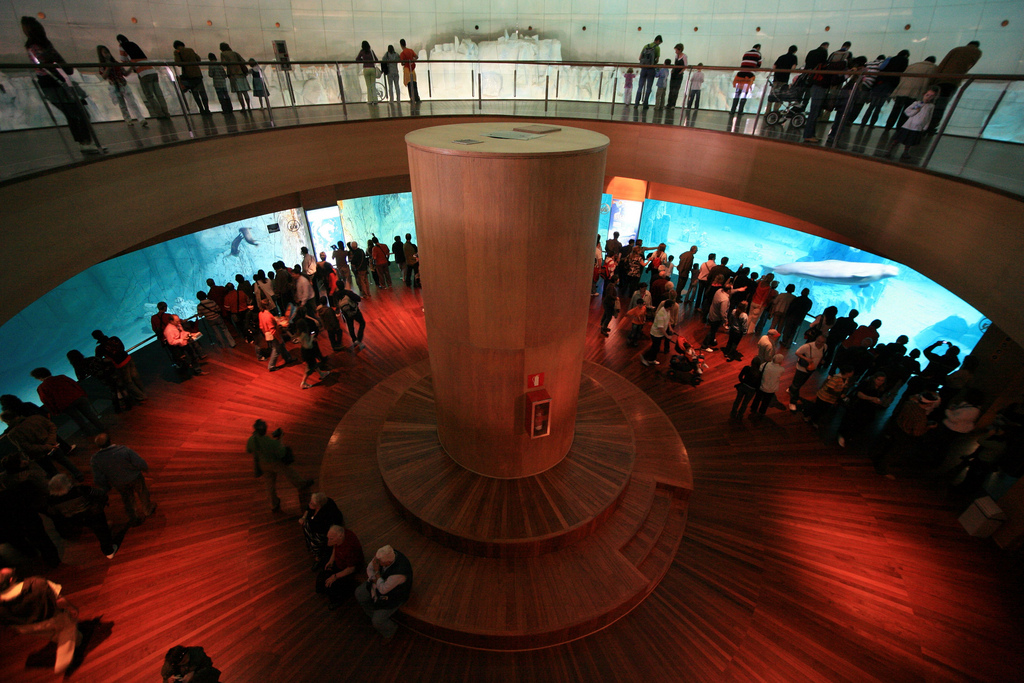
منظر للمستوى الأدنى من المستوى الأعلى

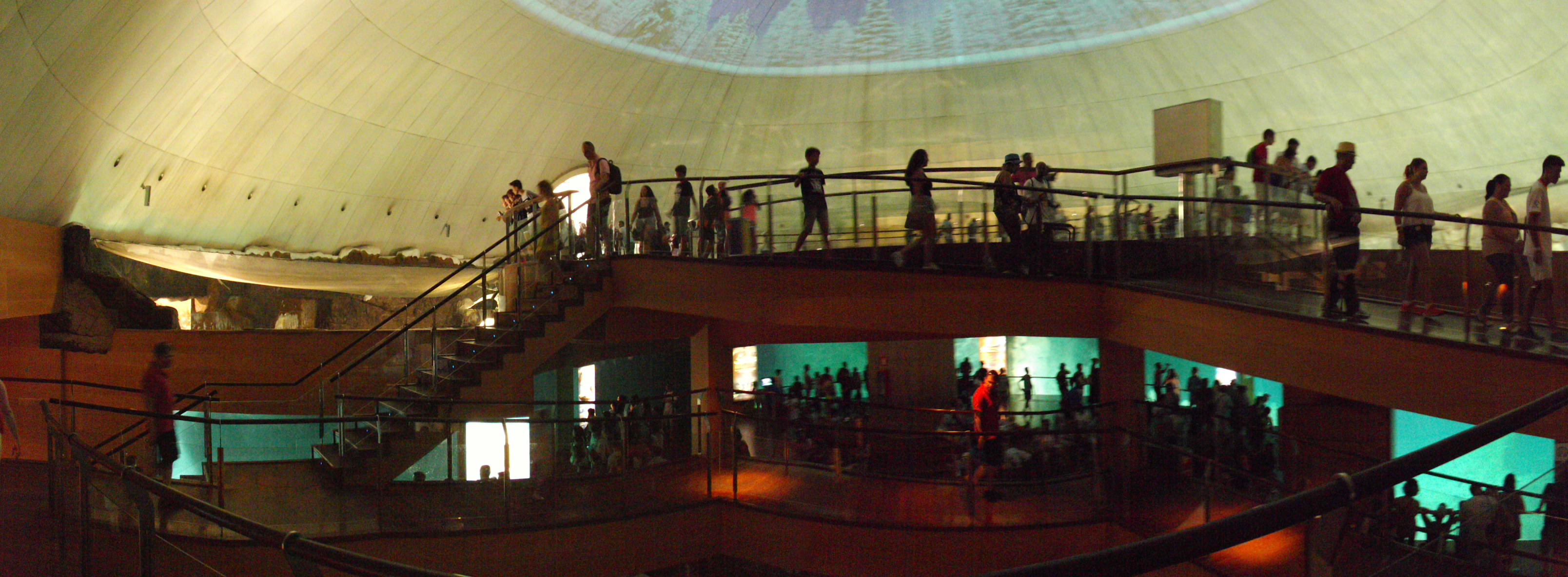
من الداخل الوصول إلى الطابق السفلي

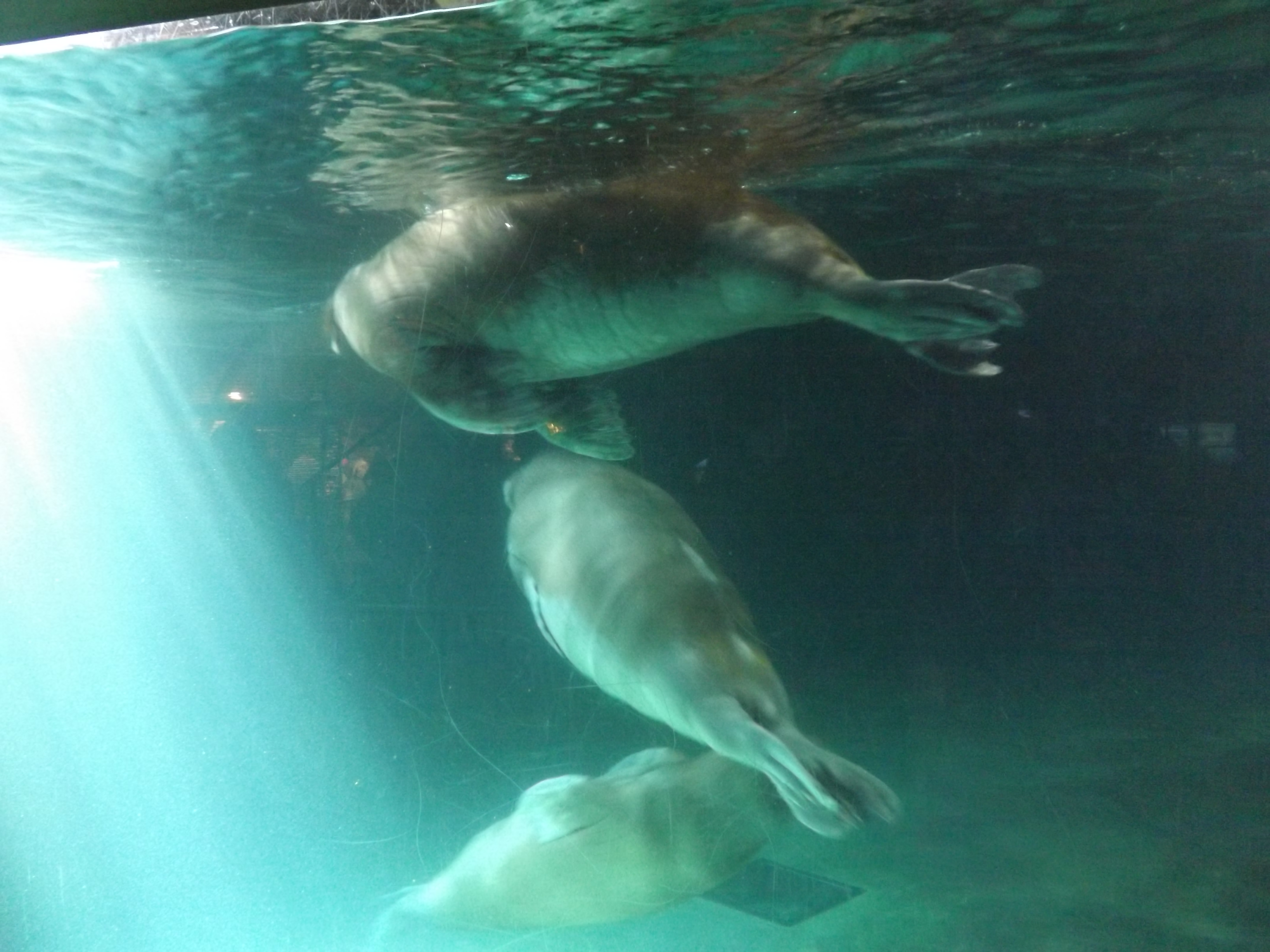
حيوان الفظ تحت الماء في المتحف

### مجمع البطريق
بعد الطريق الذي يغادر كوخ الإسكيمو في الطابق السفلي، يصل الزوار إلى طيور البطريق الموجودة في مبنى مجاور. هذه المساحة مخصصة لطيور البطريق جينتو، وهي من الأنواع المصنفة على أنها قريبة من خطر الانقراض في مناطق أنتاركتيكا.

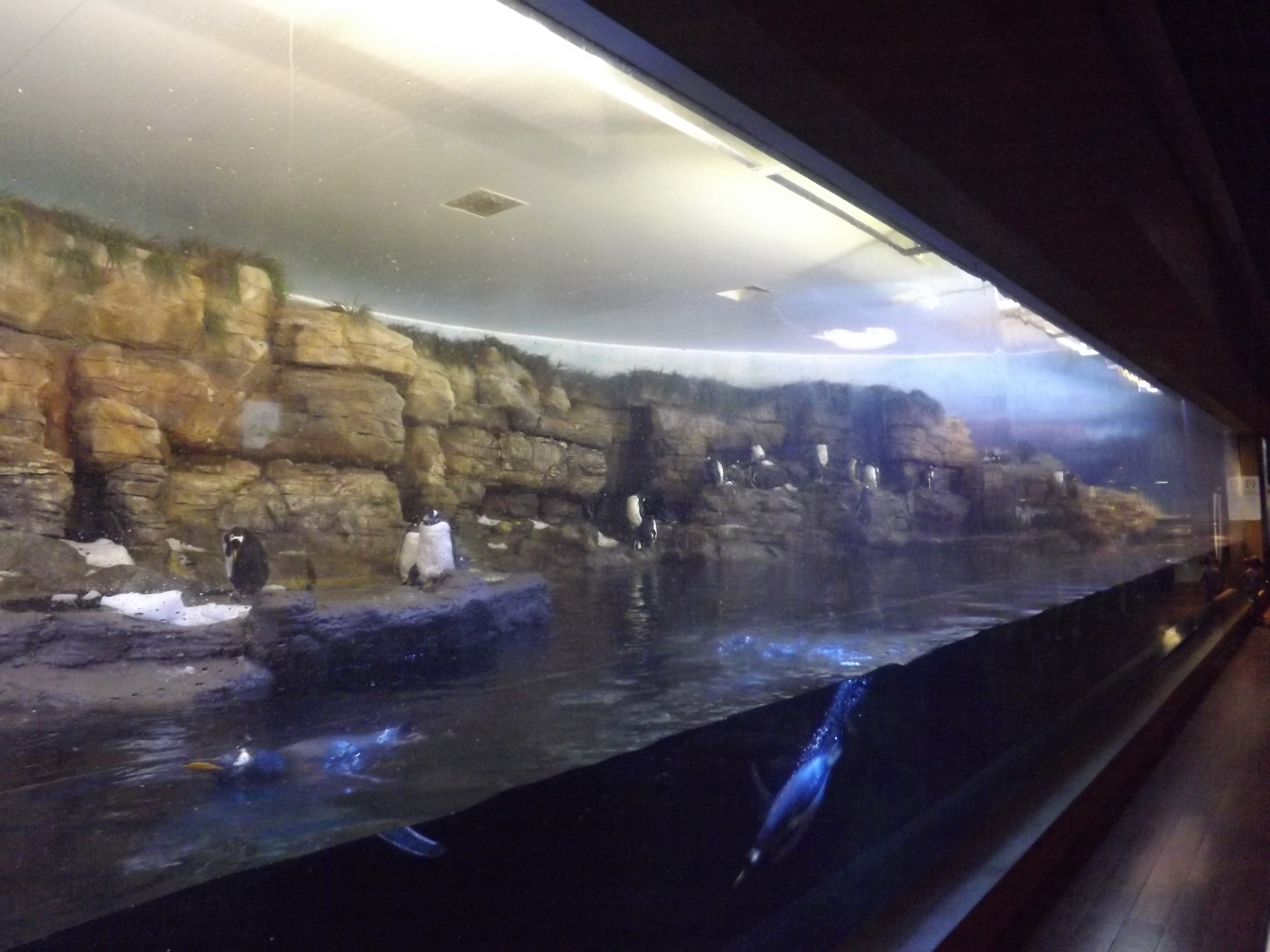
بطريق الجينتو داخل معرض البطريق

### قفص الطيور
يمثل القفص الكروي الذي يبلغ ارتفاعه 26 مترًا استنساخًا لأرض رطبة مستوحاة من غابات المانغروف الأمريكية ومستنقعات البحر الأبيض المتوسط. ويغرض هناك البلشون الأبيض الصغير ، وطائر أبو ملعقة الوردي وملعقة طعام وردية وطائرأبو منجل القرمزي .

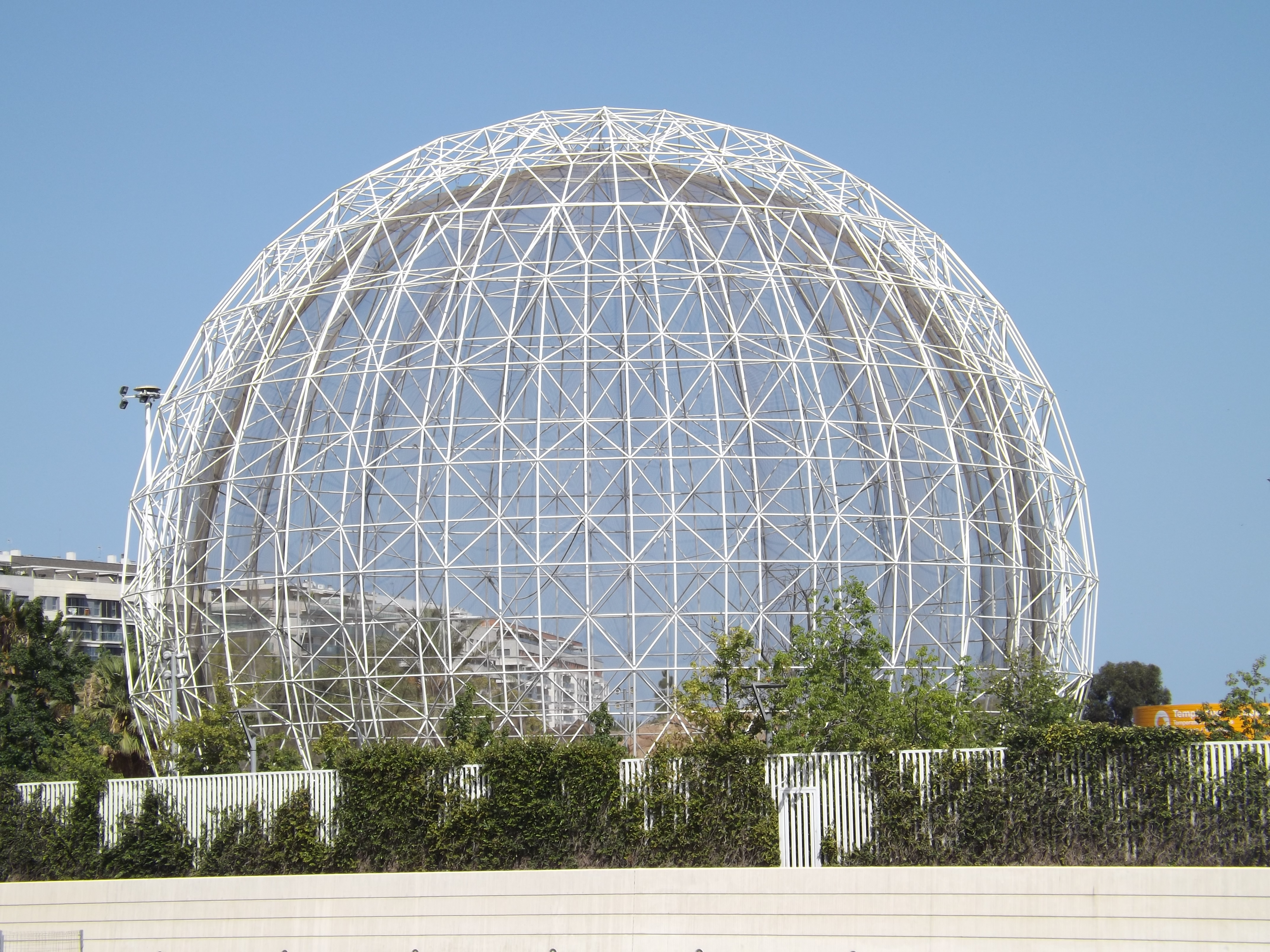
قفص الطيور من الخارج

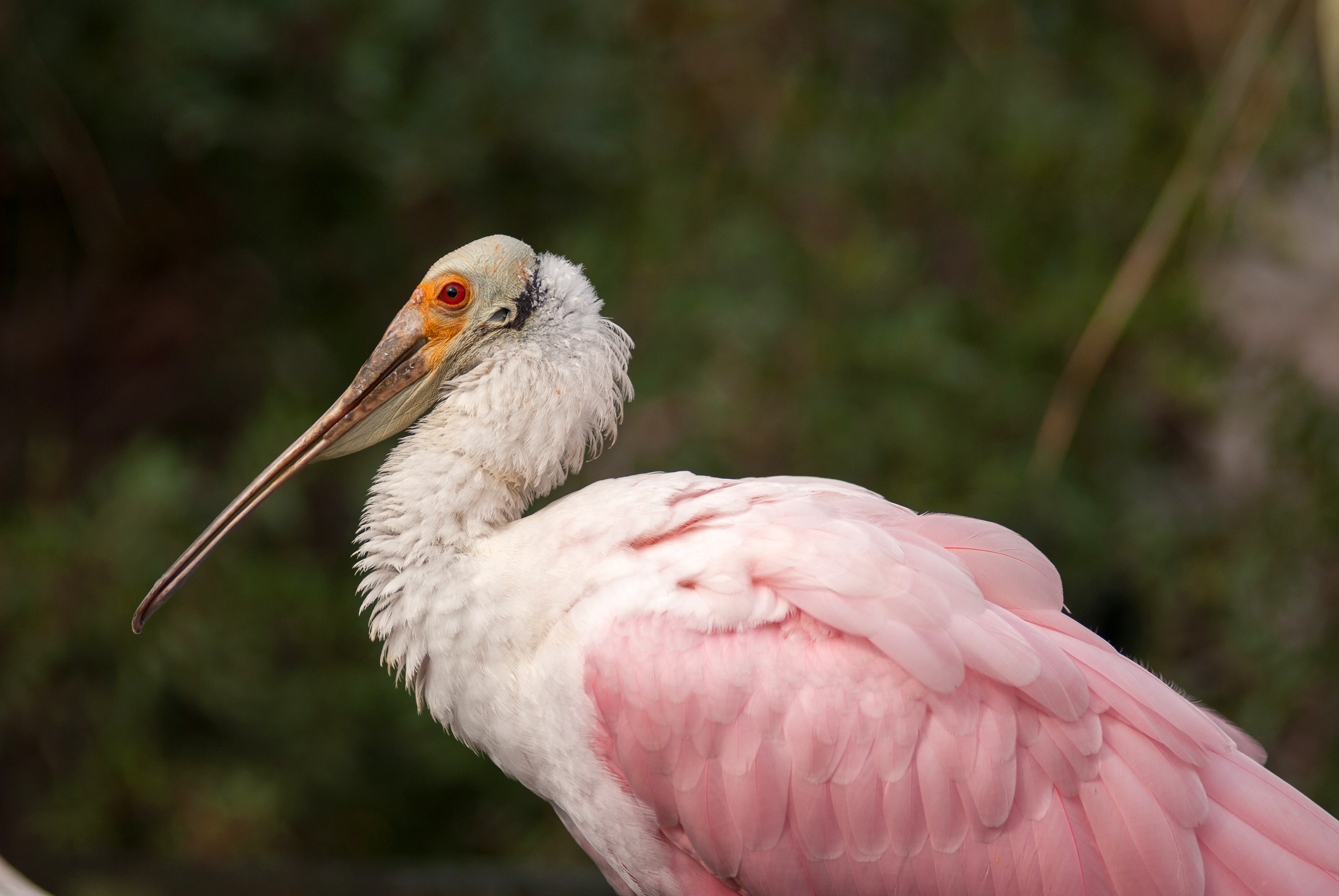
طائر أبو ملعقة الوردي

## التصميم والتشغيل

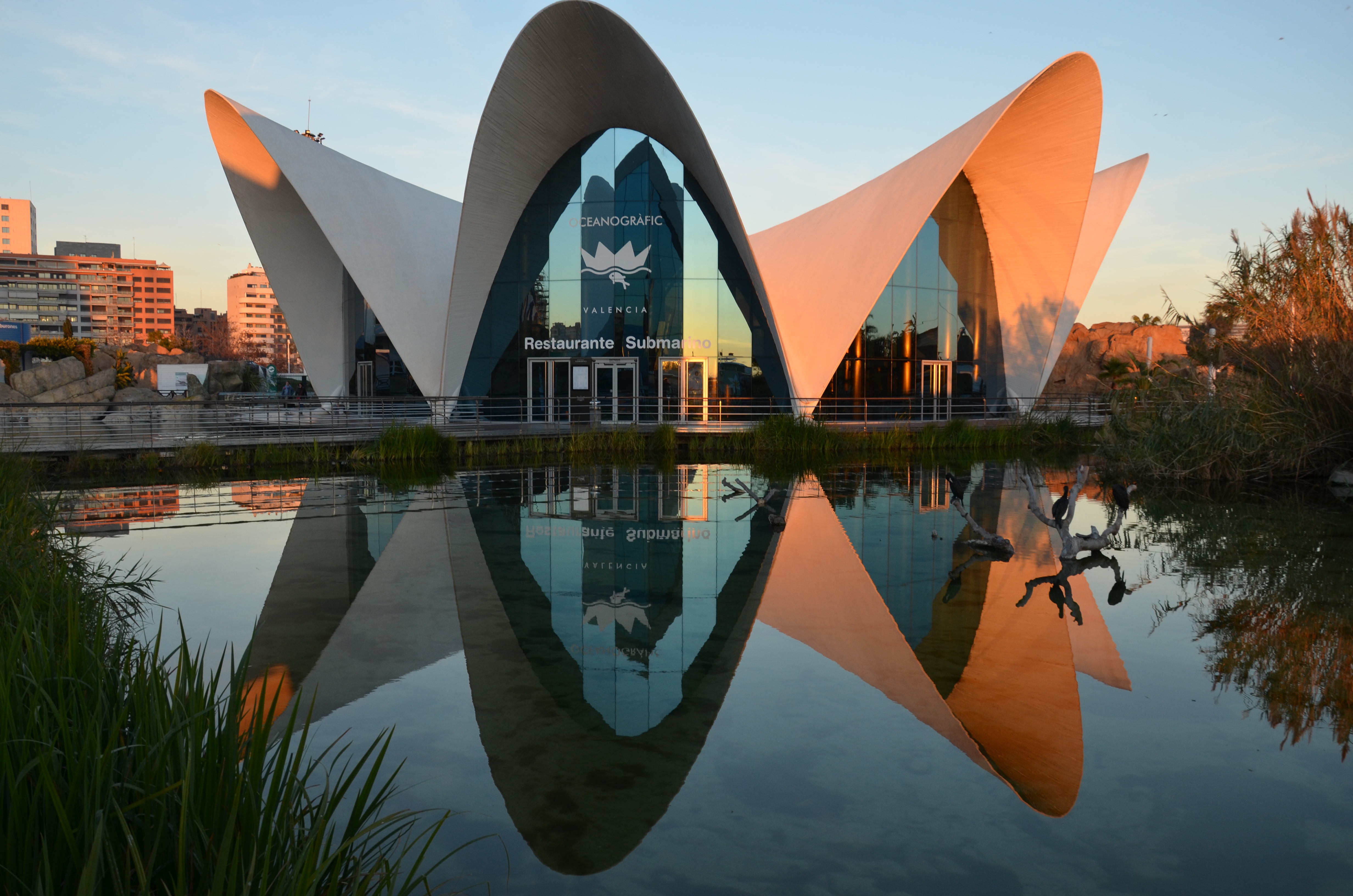
سقف المطعم المائي علي شكل صدفة (2019) متحف الأحياء المائية بلنسية

تم تصميم الهيكل الرقيق للخرسانة المسلحة بالألياف الفولاذية من قبل المهندس المعماري الشهير فيليكس كانديلا ، في عمر 87 عام 1997 ويعد الأكواريوم في مدينة الفنون والعلوم في بلنسية من الأعمال التي تمت بعد وفاة هذا المعماري الشهير، وقد قام بالأعمال الإنشائية كل من المهندسين الإنشائيين ألبرتو دومينغو وكارلوس لازارو .
يتم تشغيل متحف الأحياء المائية ببلنسية حاليًا بالشراكة مع مركز فانكوفر للأحياء البحرية وعلوم البحار في فانكوفر ، كولومبيا البريطانية ، كندا.

## وسائل النقل
يمكن الوصول إلى متحف الأحياء المائية ببلنسية عبر المترو .

## مقالات ومراجع أخرى
1. ↑  L'Oceanogràfic: Know. Retrieved 24 December 2013 نسخة محفوظة 2015-12-26 على موقع واي باك مشين.
2. ↑  Wikiwix's cache نسخة محفوظة 2021-02-09 على موقع واي باك مشين.
3. ↑  "L'Oceanogràfic espera desde hace 4 años las orcas que prometió Gerardo Camps" (بالإسبانية). Archived from the original on 2020-10-26. Retrieved 2021-02-08.
4. ↑  Muere la ballena beluga que nació hace 25 días en el Oceanográfico de Valencia نسخة محفوظة 2021-02-14 على موقع واي باك مشين.
5. ↑  Parques Reunidos abandona el Oceanogràfic a cara de perro y con demandas cruzadas نسخة محفوظة 2020-10-03 على موقع واي باك مشين.
6. ↑  "L'Oceanogràfic - Restaurant". structurae.net. مؤرشف من الأصل في 2021-02-05. اطلع عليه بتاريخ 2020-06-10.
7. ↑  "L'Oceanogràfic - Access Building". structurae.net. مؤرشف من الأصل في 2020-06-19. اطلع عليه بتاريخ 2020-06-10.
8. ↑  Miller، Michelle (14 أبريل 2014). "AD Classics: Los Manantiales / Felix Candela". archdaily.com. مؤرشف من الأصل في 2020-11-24. اطلع عليه بتاريخ 2020-06-10.

## طالع ايضا
- سطح مكافئ زائدي

## روابط خارجية
- CMD Ingenieros. بلنسية
- الصفحة الرسمية عن السياحة في بلنسية
- لجنة أعمال L'Oceanogràfic ، بلنسية